# نوده (خورگام)
نوده یک روستا در ایران است که در بخش خورگام شهرستان رودبار در استان گیلان واقع شده‌است.

## جمعیت
این روستا در دهستان خورگام قرار دارد و براساس سرشماری مرکز آمار ایران در سال ۱۳۸۵، جمعیت آن ۷۲۵ نفر (۲۱۵ خانوار) بوده‌است.